# Казаль-де-Бейлес
Каза́ль-де-Бейле́с (фр. Cazals-des-Baylès) — коммуна во Франции, находится в регионе Юг — Пиренеи. Департамент коммуны — Арьеж. Входит в состав кантона Мирпуа. Округ коммуны — Сен-Жирон.
Код INSEE коммуны — 09089.

## Население
Население коммуны на 2008 год составляло 39 человек.
| 1962 | 1968 | 1975 | 1982 | 1990 | 1999 | 2008 |
| ---- | ---- | ---- | ---- | ---- | ---- | ---- |
| 29   | 50   | 55   | 37   | 31   | 36   | 39   |

## Экономика
В 2007 году среди 23 человек в трудоспособном возрасте (15—64 лет) 14 были экономически активными, 9 — неактивными (показатель активности — 60,9 %, в 1999 году было 73,9 %). Из 14 активных работали 11 человек (7 мужчин и 4 женщины), безработных было 3 (1 мужчина и 2 женщины). Среди 9 неактивных 4 человека были учениками или студентами, 3 — пенсионерами, 2 были неактивными по другим причинам.